# Carl Fredrik Fallén
Carl Fredrik Fallén, född 22 september 1764 i Kristinehamn, död 26 augusti 1830 i Lund, var en svensk entomolog och tonsättare.
Fallén blev student vid Uppsala universitet 1783 och vid Lunds universitet 1786, filosofie magister 1790 samt docent i botanik och ekonomi 1792, också i Lund. År 1799 utnämndes han till botanices demonstrator, och 1810 fick han professors namn samt kort därefter även en professorslön. År 1812 befordrades Fallén (efter sin lärare, Anders Jahan Retzius) till professor i naturalhistoria. Han var den förste i en rad av betydande entomologer i Lund och kan anses ha grundat de  entomologiska samlingarna där. Från 1810 var Fallén ledamot av Vetenskapsakademien, som 1855 lät prägla en minnespenning över honom. Han utgav 81 disputationer, de allra flesta i entomologi, och publicerade dessutom åtskilliga uppsatser i Vetenskapsakademiens "Handlingar". Fallén var medlem av Utile Dulci.

## Musikverk
- Imiterad kontradans i F-dur för piano.[3]
- Kadrilj i D-dur för flöjt och basso continuo.[3]